# Знаки почтовой оплаты СССР (1978)
Зна́ки почто́вой опла́ты СССР (1978) — перечень (каталог) знаков почтовой оплаты (почтовых марок), введённых в обращение дирекцией по изданию и экспедированию знаков почтовой оплаты Министерства связи СССР в 1978 году.

## Список коммеморативных (памятных) марок
Порядок следования элементов в таблице соответствует номеру по каталогу марок СССР (ЦФА), в скобках приведены номера по каталогу «Михель».
| № по каталогу                        | Изображение | Описание и источники | Номинал        | Дата выпуска         | Тираж     | Художник         |
| ------------------------------------ | ----------- | --- | -------------- | -------------------- | --------- | ---------------- |
| (ЦФА [АО «Марка»] № 4811) (Mi #4707) |             | Почтово-благотворительный выпуск «Игры XXII Олимпиады. Москва-80»: - Плавание.                                                                    | 0,04+0,02 руб. | 24 марта 1978 года   | 6 500 000 | Николай Литвинов |
| (ЦФА [АО «Марка»] № 4812) (Mi #4708) |             | Почтово-благотворительный выпуск «Игры XXII Олимпиады. Москва-80»: - Прыжки в воду.                                                               | 0,06+0,03 руб. | 24 марта 1978 года   | 5 000 000 | Николай Литвинов |
| (ЦФА [АО «Марка»] № 4813) (Mi #4709) |             | Почтово-благотворительный выпуск «Игры XXII Олимпиады. Москва-80»: - Водное поло.                                                                 | 0,10+0,05 руб. | 24 марта 1978 года   | 5 000 000 | Николай Литвинов |
| (ЦФА [АО «Марка»] № 4814) (Mi #4710) |             | Почтово-благотворительный выпуск «Игры XXII Олимпиады. Москва-80»: - Гребля на байдарках.                                                         | 0,16+0,06 руб. | 24 марта 1978 года   | 5 000 000 | Николай Литвинов |
| (ЦФА [АО «Марка»] № 4815) (Mi #4711) |             | Почтово-благотворительный выпуск «Игры XXII Олимпиады. Москва-80»: - Гребля на каноэ.                                                             | 0,20+0,10 руб. | 24 марта 1978 года   | 1 200 000 | Николай Литвинов |
| (ЦФА [АО «Марка»] № 4816) (Mi #4712) |             | Почтово-благотворительный выпуск «Игры XXII Олимпиады. Москва-80»: - почтовый блок «Академическая гребля».                                        | 0,50+0,25 руб. | 24 марта 1978 года   | 600 000   | Николай Литвинов |
| (ЦФА [АО «Марка»] № 4898) (Mi #4781) |             | Почтово-благотворительный выпуск «Игры XXII Олимпиады. Парусная регата. Таллин»: - Яхта класса «Звёздный».                                        | 0,04+0,02 руб. | 26 октября 1978 года | 6 000 000 | Юрий Арцименев   |
| (ЦФА [АО «Марка»] № 4899) (Mi #4782) |             | Почтово-благотворительный выпуск «Игры XXII Олимпиады. Парусная регата. Таллин»: - Яхта-тройка класса «Солинг».                                   | 0,06+0,03 руб. | 26 октября 1978 года | 6 000 000 | Юрий Арцименев   |
| (ЦФА [АО «Марка»] № 4900) (Mi #4783) |             | Почтово-благотворительный выпуск «Игры XXII Олимпиады. Парусная регата. Таллин»: - Швертбот-двойка класса «470».                                  | 0,10+0,05 руб. | 26 октября 1978 года | 5 000 000 | Юрий Арцименев   |
| (ЦФА [АО «Марка»] № 4901) (Mi #4784) |             | Почтово-благотворительный выпуск «Игры XXII Олимпиады. Парусная регата. Таллин»: - Швертбот-одиночка класса «Финн».                               | 0,16+0,06 руб. | 26 октября 1978 года | 4 500 000 | Юрий Арцименев   |
| (ЦФА [АО «Марка»] № 4902) (Mi #4785) |             | Почтово-благотворительный выпуск «Игры XXII Олимпиады. Парусная регата. Таллин»: - Швертбот-двойка класса «Летучий голландец».                    | 0,20+0,10 руб. | 26 октября 1978 года | 1 200 000 | Юрий Арцименев   |
| (ЦФА [АО «Марка»] № 4903) (Mi #4786) |             | Почтово-благотворительный выпуск «Игры XXII Олимпиады. Парусная регата. Таллин»: - почтовый блок «Регата. Катамаран „Торнадо“».                   | 0,50+0,25 руб. | 26 октября 1978 года | 600 000   | Юрий Арцименев   |
| (ЦФА [АО «Марка»] № 4905) (Mi #4788) |             | Почтово-благотворительный выпуск «Туризм под знаком Олимпиады в СССР»: - «Туризм по Золотому кольцу»: Загорск. Стены и башни Лавры.               | 1,00+0,50 руб. | 16 ноября 1978 года  | 700 000   | Лео Шаров        |
| (ЦФА [АО «Марка»] № 4906) (Mi #4789) |             | Почтово-благотворительный выпуск «Туризм под знаком Олимпиады в СССР»: - «Туризм по Золотому кольцу»: Загорск. Дворец культуры.                   | 1,00+0,50 руб. | 16 ноября 1978 года  | 700 000   | Лео Шаров        |
| (ЦФА [АО «Марка»] № 4907) (Mi #4790) |             | Почтово-благотворительный выпуск «Туризм под знаком Олимпиады в СССР»: - «Туризм по Золотому кольцу»: Ростов. Вид на Кремль.                      | 1,00+0,50 руб. | 16 ноября 1978 года  | 700 000   | Лео Шаров        |
| (ЦФА [АО «Марка»] № 4908) (Mi #4791) |             | Почтово-благотворительный выпуск «Туризм под знаком Олимпиады в СССР»: - «Туризм по Золотому кольцу»: Ростов. Панорама города.                    | 1,00+0,50 руб. | 16 ноября 1978 года  | 700 000   | Лео Шаров        |
| (ЦФА [АО «Марка»] № 4909) (Mi #4810) |             | Почтово-благотворительный выпуск «Туризм под знаком Олимпиады в СССР»: - «Туризм по Золотому кольцу»: Переславль-Залесский. Памятник А. Невскому. | 1,00+0,50 руб. | 25 декабря 1978 года | 700 000   | Лео Шаров        |
| (ЦФА [АО «Марка»] № 4910) (Mi #4811) |             | Почтово-благотворительный выпуск «Туризм под знаком Олимпиады в СССР»: - «Туризм по Золотому кольцу»: Переславль-Залесский. Памятник Петру I.     | 1,00+0,50 руб. | 25 декабря 1978 года | 700 000   | Лео Шаров        |
| (ЦФА [АО «Марка»] № 4911) (Mi #4812) |             | Почтово-благотворительный выпуск «Туризм под знаком Олимпиады в СССР»: - «Туризм по Золотому кольцу»: Ярославль. Панорама города.                 | 1,00+0,50 руб. | 25 декабря 1978 года | 700 000   | Лео Шаров        |
| (ЦФА [АО «Марка»] № 4912) (Mi #4813) |             | Почтово-благотворительный выпуск «Туризм под знаком Олимпиады в СССР»: - «Туризм по Золотому кольцу»: Ярославль. Спасо-Преображенский монастырь.  | 1,00+0,50 руб. | 25 декабря 1978 года | 700 000   | Лео Шаров        |
| (ЦФА [АО «Марка»] № 4923) (Mi #4802) |             | «С Новым, 1979 годом!»: - Спасская башня Кремля.                                                                                                  | 0,04 руб.      | 20 декабря 1978 года | 4 700 000 | Владислав Чмаров |

## Комментарии
1. ↑  Ниже приведён перечень памятных художественных марок (с возможностью сортировки по номиналу, тиражу и дате введения в обращение).
2. ↑  Почтово-благотоворительный выпуск Игры XXII Олимпиады. Москва-80. На марке  (ЦФА [АО «Марка»] № 4811) — плавание, многоцветная. Офсетная печать, перфорирована: комбинированная гребенчатая зубцовка 12½:12 (на каждые 2 сантиметра края марки приходится 12½:12 зубцов). В марочных листах 36 (6×6) и малые листы (кляйнбогены) по 20 (4×5) марок[2][5][6][7].
3. ↑  Почтово-благотоворительный выпуск Игры XXII Олимпиады. Москва-80. На марке  (ЦФА [АО «Марка»] № 4812) — прыжки в воду, многоцветная. Офсетная печать, перфорирована: комбинированная гребенчатая зубцовка 12:12½ (на каждые 2 сантиметра края марки приходится 12:12½ зубцов). В марочных листах 36 (6×6) и малые листы (кляйнбогены) по 20 (5×4) марок[2][5][6][7].
4. ↑  Почтово-благотоворительный выпуск Игры XXII Олимпиады. Москва-80. На марке  (ЦФА [АО «Марка»] № 4813) — водное поло, многоцветная. Офсетная печать, перфорирована: комбинированная гребенчатая зубцовка 12½:12 (на каждые 2 сантиметра края марки приходится 12½:12 зубцов). В марочных листах 36 (6×6) и малые листы (кляйнбогены) по 20 (4×5) марок[2][5][6][7].
5. ↑  Почтово-благотоворительный выпуск Игры XXII Олимпиады. Москва-80. На марке  (ЦФА [АО «Марка»] № 4814) — гребля на байдарках, многоцветная. Офсетная печать, перфорирована: комбинированная гребенчатая зубцовка 12½:12 (на каждые 2 сантиметра края марки приходится 12½:12 зубцов). В марочных листах 36 (6×6) и малые листы (кляйнбогены) по 20 (4×5) марок[2][5][6][7].
6. ↑  Почтово-благотоворительный выпуск Игры XXII Олимпиады. Москва-80. На марке  (ЦФА [АО «Марка»] № 4815) — гребля на каноэ, многоцветная. Офсетная печать, перфорирована: комбинированная гребенчатая зубцовка 12½:12 (на каждые 2 сантиметра края марки приходится 12½:12 зубцов). В марочных листах 36 (6×6) и малые листы (кляйнбогены) по 20 (4×5) марок[2][5][6][7].
7. ↑  Почтово-благотоворительный выпуск Игры XXII Олимпиады. Москва-80, номерной почтовый блок 90×70 мм «Академическая гребля», серый, чёрный, оливково-зелёный.  (ЦФА [АО «Марка»] № 4816А) — без номера с надпечаткой «ПОГАШЕНО». Офсетная печать, перфорирована: рамочная зубцовка 12½ (на каждые 2 сантиметра края марки приходится 12½ зубцов)[2][5][6][10].
8. ↑  Почтово-благотоворительный выпуск Игры XXII Олимпиады. Москва-80. На марке  (ЦФА [АО «Марка»] № 4898) — килевая яхта класса «Звёздный», многоцветная. Офсетная печать на мелованной бумаге, перфорирована: комбинированная гребенчатая зубцовка 12:12½ (на каждые 2 сантиметра края марки приходится 12:12½ зубцов). В марочных листах 36 (6×6) и малые листы (кляйнбогены) по 20 (5×4) марок[2][11][12][13].
9. ↑  Почтово-благотоворительный выпуск Игры XXII Олимпиады. Москва-80. На марке  (ЦФА [АО «Марка»] № 4899) — килевая яхта класса «Солинг», экипаж три человека, многоцветная. Офсетная печать на мелованной бумаге, перфорирована: комбинированная гребенчатая зубцовка 12:12½ (на каждые 2 сантиметра края марки приходится 12:12½ зубцов). В марочных листах 36 (6×6) и малые листы (кляйнбогены) по 20 (5×4) марок[2][11][12][13].
10. ↑  Почтово-благотоворительный выпуск Игры XXII Олимпиады. Москва-80. На марке  (ЦФА [АО «Марка»] № 4900) — швертбот-двойка (экипаж два человека) класса «470», многоцветная. Офсетная печать на мелованной бумаге, перфорирована: комбинированная гребенчатая зубцовка 12:12½ (на каждые 2 сантиметра края марки приходится 12:12½ зубцов). В марочных листах 36 (6×6) и малые листы (кляйнбогены) по 20 (5×4) марок[2][11][12][13].
11. ↑  Почтово-благотоворительный выпуск Игры XXII Олимпиады. Москва-80. На марке  (ЦФА [АО «Марка»] № 4901) — швертбот-одиночка класса «Финн», многоцветная. Офсетная печать на мелованной бумаге, перфорирована: комбинированная гребенчатая зубцовка 12:12½ (на каждые 2 сантиметра края марки приходится 12:12½ зубцов). В марочных листах 36 (6×6) и малые листы (кляйнбогены) по 20 (5×4) марок[2][11][12][13].
12. ↑  Почтово-благотоворительный выпуск Игры XXII Олимпиады. Москва-80. На марке  (ЦФА [АО «Марка»] № 4902) —  один из наиболее быстрых 20-футовых высокоскоростных гоночных швертботов (экипаж два человека) класса «Летучий голландец», многоцветная. Офсетная печать на мелованной бумаге, перфорирована: комбинированная гребенчатая зубцовка 12:12½ (на каждые 2 сантиметра края марки приходится 12:12½ зубцов). В марочных листах 36 (6×6) и малые листы (кляйнбогены) по 20 (5×4) марок[2][11][12][13].
13. ↑  Почтово-благотоворительный выпуск Игры XXII Олимпиады. Москва-80, номерной почтовый блок 70×95 мм «Регата. Катамаран Торнадо», многоцветный.  (ЦФА [АО «Марка»] № 4903А) — без номера с надпечаткой «ПОГАШЕНО». Офсетная печать, перфорирована: комбинированная рамочная зубцовка 12½:12 (на каждые 2 сантиметра края марки приходится 12½:12 зубцов)[2][14][12][13].
14. ↑  Почтово-благотоворительный выпуск «Туризм под знаком Олимпиады в СССР»: «Туризм по Золотому кольцу». На марке  (ЦФА [АО «Марка»] № 4905) — Загорск. Стены и башни Лавры, многоцветная. Глубокая печать в сочетании с металлографией, перфорирована: комбинированная рамочная зубцовка 12:11½ (на каждые 2 сантиметра края марки приходится 12:11½ зубцов). В марочных листах 25 (5×5) и малые листы (кляйнбогены) по 16 (4×4) марок[2][14][15][16].
15. ↑  Почтово-благотоворительный выпуск «Туризм под знаком Олимпиады в СССР»: «Туризм по Золотому кольцу». На марке  (ЦФА [АО «Марка»] № 4906) — Загорск. Дворец культуры, многоцветная. Глубокая печать в сочетании с металлографией, перфорирована: комбинированная рамочная зубцовка 12:11½ (на каждые 2 сантиметра края марки приходится 12:11½ зубцов). В марочных листах 25 (5×5) и малые листы (кляйнбогены) по 16 (4×4) марок[2][14][15][16].
16. ↑  Почтово-благотоворительный выпуск «Туризм под знаком Олимпиады в СССР»: «Туризм по Золотому кольцу». На марке  (ЦФА [АО «Марка»] № 4907) — Ростов. Вид на Кремль, многоцветная. Глубокая печать в сочетании с металлографией, перфорирована: комбинированная рамочная зубцовка 12:11½ (на каждые 2 сантиметра края марки приходится 12:11½ зубцов). В марочных листах 25 (5×5) и малые листы (кляйнбогены) по 16 (4×4) марок[2][14][15][16].
17. ↑  Почтово-благотоворительный выпуск «Туризм под знаком Олимпиады в СССР»: «Туризм по Золотому кольцу». На марке  (ЦФА [АО «Марка»] № 4908) — Ростов. Панорама города, многоцветная. Глубокая печать в сочетании с металлографией, перфорирована: комбинированная рамочная зубцовка 12:11½ (на каждые 2 сантиметра края марки приходится 12:11½ зубцов). В марочных листах 25 (5×5) и малые листы (кляйнбогены) по 16 (4×4) марок[2][14][15][16].
18. ↑  Почтово-благотоворительный выпуск «Туризм под знаком Олимпиады в СССР»: «Туризм по Золотому кольцу». На марке  (ЦФА [АО «Марка»] № 4909) — Переславль-Залесский. Памятник А. Невскому, многоцветная. Глубокая печать в сочетании с металлографией, перфорирована: комбинированная рамочная зубцовка 12:11½ (на каждые 2 сантиметра края марки приходится 12:11½ зубцов). В марочных листах 25 (5×5) и малые листы (кляйнбогены) по 16 (4×4) марок[2][14][15][17].
19. ↑  Почтово-благотоворительный выпуск «Туризм под знаком Олимпиады в СССР»: «Туризм по Золотому кольцу». На марке  (ЦФА [АО «Марка»] № 4910) — Переславль-Залесский. Памятник Петру I, многоцветная. Глубокая печать в сочетании с металлографией, перфорирована: комбинированная рамочная зубцовка 12:11½ (на каждые 2 сантиметра края марки приходится 12:11½ зубцов). В марочных листах 25 (5×5) и малые листы (кляйнбогены) по 16 (4×4) марок[2][14][15][17].
20. ↑  Почтово-благотоворительный выпуск «Туризм под знаком Олимпиады в СССР»: «Туризм по Золотому кольцу». На марке  (ЦФА [АО «Марка»] № 4911) — Ярославль. Панорама города, многоцветная. Глубокая печать в сочетании с металлографией, перфорирована: комбинированная рамочная зубцовка 12:11½ (на каждые 2 сантиметра края марки приходится 12:11½ зубцов). В марочных листах 25 (5×5) и малые листы (кляйнбогены) по 16 (4×4) марок[2][14][15][17].
21. ↑  Почтово-благотоворительный выпуск «Туризм под знаком Олимпиады в СССР»: «Туризм по Золотому кольцу». На марке  (ЦФА [АО «Марка»] № 4912) — Ярославль. Спасо-Преображенский монастырь, многоцветная. Глубокая печать в сочетании с металлографией, перфорирована: комбинированная рамочная зубцовка 12:11½ (на каждые 2 сантиметра края марки приходится 12:11½ зубцов). В марочных листах 25 (5×5) и малые листы (кляйнбогены) по 16 (4×4) марок[2][14][15][17].
22. ↑  «С Новым, 1979 годом!»: на многоцветной марке  (ЦФА [АО «Марка»] № 4923) — Спасская башня Кремля. Глубокая печать на мелованной бумаге с лаковым покрытием, перфорирована: комбинированная гребенчатая зубцовка 12:12½ (на каждые 2 сантиметра края марки приходится 12:12½ зубцов). В марочных листах 36 (6×6) и малые листы (кляйнбогены) по 16 (4×4) марок[2][18][19].